# خورخي لوبيز
خورخي لوبيز مونتانا (بالإسبانية: Jorge López Montaña)‏، من مواليد 19 سبتمبر 1978 في لوغرونو في إسبانيا، لاعب كرة قدم إسباني في خط الوسط.
بدأ مسيرته الكروية مع نادي لوغرونوس في موسم 1998/1999، وفي عام 1999 انتقل إلى نادي فياريال، ولعب معهم حتى عام 2003، وفي موسم 2003/2004 انتقل إلى نادي فالنسيا، ولعب معهم 26 مباراة، وفي موسم 2004/2005 أعير إلى نادي مايوركا، ومنذ عام 2005 وهو يلعب مع نادي فالنسيا.

## روابط خارجية
- خورخي لوبيز على موقع قاعدة بيانات كرة القدم.إي يو (الإنجليزية)
- خورخي لوبيز على موقع Soccerway.com (الإنجليزية)
- خورخي لوبيز على موقع عالم كرة القدم.نت (الإنجليزية)